# Municipio de Valga
El municipio de Valga (estonio: Valga vald) es un municipio estonio perteneciente al condado de Valga.

## Localidades (población año 2011)
- Hargla 169
- Iigaste 56
- Jaanikese 64
- Kaagjärve246
- Käärikmäe 26
- Kalliküla 46
- Karula 53
- Killinge 10
- Kirbu 9
- Kiviküla 14
- Koikküla 165
- Koiva 11
- Koobassaare 18
- Korijärve 52
- Korkuna 3
- Laanemetsa 65
- Laatre 189 p
- Lepa 27
- Londi 23
- Lota 38
- Lüllemäe 253
- Lusti 13
- Lutsu 22
- Muhkva 9
- Mustumetsa 1
- Õlatu 43
- Õru 178 p
- Õruste 94
- Paju 134
- Pikkjärve 15
- Priipalu 42
- Pugritsa 48
- Raavitsa 79
- Rampe 46
- Rebasemõisa 48
- Ringiste 50
- Sooblase 28
- Sooru 254
- Supa 44
- Tagula 163
- Taheva 73
- Tinu 4
- Tõlliste 97
- Tõrvase 0
- Tsirguliina 434 p
- Tsirgumäe 112
- Uniküla 28
- Väheru 43
- Valga 12,261 c
- Väljaküla 58
- Valtina 28
- Vilaski 21[1]

(p: pueblo; c: ciudad; el resto son aldeas).